# 南京航空航天大学金城学院
南京航空航天大学金城学院，是南京航空航天大学举办的普通全日制本科独立学院，具有独立法人资格。
学院位于南京市江宁经济开发区，建筑面积32万平方米。

## 历史
- 1999年，中国航空工业总公司和江苏省教委批准成立的公有民办二级学院南京航空航天大学金城学院；
- 2004年，改办为独立学院。
- 2015年提升为公有民办二级学院。

## 院系设置
- 机电工程系
- 信息工程系
- 自动化系
- 英语系
- 经济系
- 管理系
- 民用航空系
- 土木工程系
- 艺术系
- 社科与体育教学部
- 国际合作教育部
- 教学实验中心

## 2012年开设的专业列表[2]
- 机电工程系

机械工程及自动化
车辆工程
工业设计
汽车服务工程
- 信息工程系

计算机科学与技术
软件工程
信息工程
信息与计算科学
- 自动化系

电气工程与自动化
电子信息工程	
测控技术与仪器
自动化
- 英语系

英语（国际贸易）
英语（商务翻译）
- 经济系

国际经济与贸易
金融学
会计学
会计学（CIMA方向）
- 管理系

市场营销
工商管理
工商管理（物流方向）
工商管理（旅游方向）
信息管理与信息系统
工业工程
- 民用航空系

交通运输（民航机电工程）
交通运输（民航电子电气工程）
- 土木工程系

土木工程